# مطور ألعاب فيديو
مطور ألعاب الفيديو هو مطور برمجيات ألعاب فيديو. قد يختص هذا المطور بنوع معين من أنظمة (منصات) ألعاب الفيديو كالبلاي ستيشن أو الإكس بوكس أو نينتندو أو نظام الحاسوب الشخصي أو بمزيج من هذهِ الأنظمة. وقد يختص هذا المطور أيضا بنوع معين من ألعاب الفيديو كألعاب المغامرات أو التصويب أو غيرها. عادةً ما يتكون فريق المطورين من مبرمجين ومصممين ورسامين و منتجين ومهندسي صوت.

## أنواع المطورين

### مطور ألعاب خارجي
ويقصد به أن فريق المطورين غير مملوك لأي شركة نشر ويعمل حسب الاتفاق مع شركة النشر على مضمون اللعبة و التصميم العام لها. يتم تمويل المشروع بواسطة شركة النشر و يتم الدفع على شكل أقساط، و يدفع كل قسط عند الوصول لهدف معين من تطوير اللعبة

### مطور ألعاب داخلي
في السنوات الأخيرة أصبحت شركات النشر تملك فرق المطورين الخاصين بها و بالتالي لا حاجة لها للتعاقد مع مطورين من خارج الشركة. يتم الدفع لهذا الفريق عن طريق رواتب ثابتة مثلهم كمثل باقي موظفي شركة النشر.

### مطور ألعاب مستقل
هؤلاء المطورين يصممون ألعاب فيديو و عادة هم من ينشروها. نوعية الألعاب عادة تكون من ألعاب الفيديو البسيطة أو ألعاب الإنترنت.